# Saagar
Saagar – indyjska komedia romantyczna z 1985 roku w reżyserii Ramesha Sippy’ego. W filmie wystąpiły gwiazdy kina Bollywood: Rishi Kapoor, Kamal Hassan, Dimple Kapadia. 
Saagar był oficjalnym filmem do Oscara w 1985 roku. 
Był to drugi przypadek w historii Filmfare Awards, w którym aktor został nominowany zarówno dla najlepszego aktora i dla najlepszego aktora drugoplanowego, poprzedni nominowany do obu nagród był Ashok Kumar (za Aashirwad w 1970). Kamal Hassan ostatecznie zdobył nagrodę dla najlepszego aktora, swoją pierwszą i jedyną nagrodę w tej kategorii za film hindi.

## Fabuła
Mona (Dimple Kapadia) prowadzi małą restaurację w Goa. Raja (Kamal Hassan) osoba, która mieszka w pobliżu, jest jej dobrym przyjacielem. Jest w niej zakochany, ale nie jest w stanie wyznać swoich uczuć. Ravi (Rishi Kapoor) pochodzi z bogatej rodziny przemysłowców, którzy przeprowadzają się z Goa do USA. Mona i Ravi zakochują się, ale Raja o tym nie wie. Babcia Raviego Kamladevi (Madhur Jaffrey), sprzeciwia się ich miłości z powodu różnic klasowych.

## Obsada
- Kamal Hassan jako Raja
- Rishi Kapoor jako Ravi
- Dimple Kapadia jako Mona D'Sliva
- Nadira jako pani Joseph
- Saeed Jaffrey jako pan D'Sliva
- Madhur Jaffrey jako Kamladevi
- AK Hangal jako Baba
- Shafi Inamdar jako Vikram
- Satish Kaushik jako Batuk Laal
- Kiran Vairale jako Maria
- Lilliput jako Cheena
- Goga Kapoor jako Thekedaar
- Balu Gaikwad jako Bhikari

## Muzyka
Muzykę skomponował RD Burman, a teksty Javeda Akhtara. Kishore Kumar zdobył 8 nagrodę Filmware za piosenkę "Saagar Kinare", inni śpiewacy to: Lata Mangeshkar, Asha Bhosle, SP Balasubrahmanyam i Shailendra Singh.
| Lp. | Tytuł                           | Śpiewał(a)                         |
| --- | ------------------------------- | ---------------------------------- |
| 1.  | "Jaane Do Naa"                  | Asha Bhosle, Shailendra Singh      |
| 2.  | "O Maria"                       | Asha Bhosle, SP Balasubrahmanyam   |
| 3.  | "Chehra Hai Ya"                 | Kishore Kumar                      |
| 4.  | "Saagar Kinare"                 | Kishore Kumar, Lata Mangeshkar     |
| 5.  | "Saagar Kinare" (smutna edycja) | Lata Mangeshkar                    |
| 6.  | "Sach Mere Yaar Hain"           | SP Balasubrahmanyam                |
| 7.  | "Yoon Hi Gaate Raho"            | Kishore Kumar, Sp Balasubrahmanyam |

## Nagrody
Wygrane
1986 Nagrody Filmfare (Indie)
- Nagroda Filmfare - Najlepszy aktor - Kamal Hassan
- Nagroda Filmfare - Najlepsza aktorka - Dimple Kapadia
- Nagroda Filmfare - Najlepsze zdjęcia - SM Anwar
- Filmfare Award - Najlepszy wokalista w kategorii męskiego odtwarzania - Kishore Kumar (za "Saagar Kinare")

Nominacje
- Nagroda Filmfare dla najlepszego aktora drugoplanowego - Kamal Hassan
- Nagroda Filmfare dla najlepszego dyrektora muzycznego - RD Burmana
- Nagroda Filmfare dla najlepszego autora tekstów - Javed Akhtar